# J. Michael Bailey
John Michael Bailey (* 2. července 1957) je americký psycholog, profesor psychologie na Severozápadní univerzitě. Je známý především pro svůj výzkum etiologie sexuální orientace. Zaujímá stanovisko, že je sexuální orientace utvářena biologickými faktory a homosexualita je vrozená vlastnost.